# Мингу Биле
Ре́джиу Франси́шку Ко́нгу Зала́та (порт. Régio Francisco Congo Zalata; 15 июня 1987, Луанда, Ангола), более известный как Мингу Биле — ангольский футболист, защитник клуба «Уила».

## Карьера

### Клубная карьера
Свою карьеру начал в 2003 году, в «Примейру ди Агошту». В 2006 году перешёл в футбольный клуб «Уила», чтобы получить больше игровой практики. В 2008 вновь вернулся в свой прежний клуб.

### В сборной
Его удачные выступления за клуб привели к тому, что в 2010 году был вызван в сборную.